# 여행자 보험

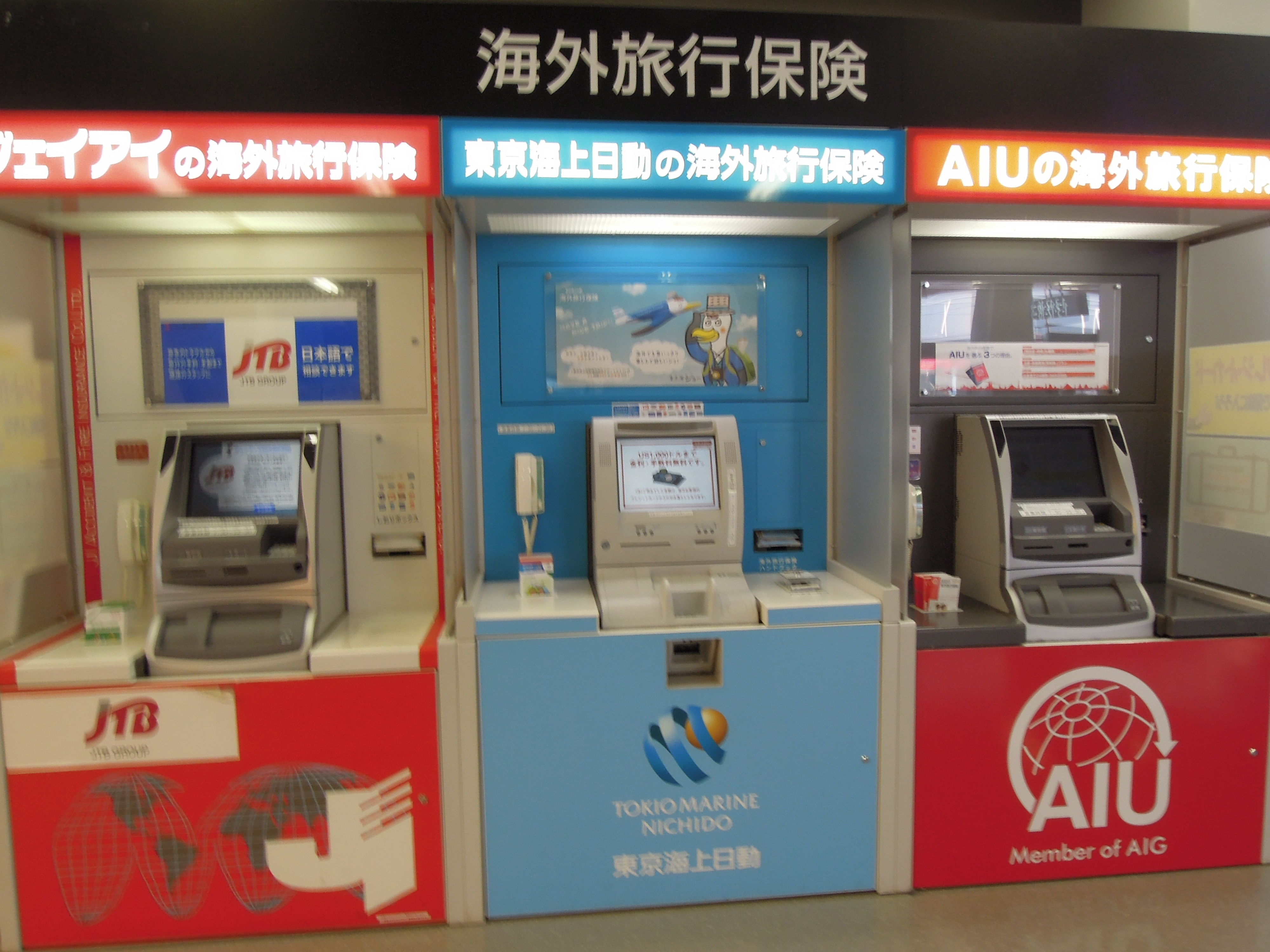
일본 공항에 있는 여행자 보험 자동판매기

여행자 보험(travel insurance)은 여행 중, 국제적으로 또는 국내적으로 발생하는 예상치 못한 손실을 보상하는 보험 상품이다. 기본적인 보험 상품은 일반적으로 해외에서의 응급 의료비만 보상하며, 종합적인 보험 상품은 일반적으로 여행 취소, 분실 수하물, 항공편 지연, 대중 책임 및 기타 경비를 포함한다.
미국여행보험협회(United States Travel Insurance Association)에 따르면, 미국 여행보험 시장은 2022년에 40억 달러 이상을 기록했으며, 약 4,900만 건의 보험을 통해 약 7,700만 명을 보호했다.
업데이트된 통계에 따르면, 미국여행보험협회(USTIA)의 2022~2024년 여행 보호 시장 연구에 의하면 2024년에 미국 여행객들은 여행 보험에 55억 6천만 달러를 지출했다. 2024년에는 USTIA 회원사가 제공하는 5,487만 건의 보험을 통해 8,697만 명이 보호를 받았다.

## 보험 가입

### 비용 계산
여행자 보험은 위험 기반이며, 여행자가 보험에 가입할 수 있는지와 보험료가 얼마가 될지를 결정하기 위해 다양한 요소를 고려한다. 여기에는 일반적으로 목적지 국가 또는 지역, 여행 기간, 여행자의 연령, 그리고 기존 질병, 익스트림 스포츠, 렌터카 초과액, 크루즈 또는 고가 전자제품과 같이 보장이 필요한 선택적 혜택이 포함된다. 일부 보험 상품은 또한 가격을 결정하기 위해 여행자의 예상 여행 가치를 고려하기도 한다. 보험은 다가오는 여행의 정확한 기간을 보장하는 단일 여행 상품이 될 수도 있고, "다중 여행" 상품은 1년 이내의 제한된 기간 동안 무제한의 여행을 보장할 수도 있다.

### 여행 출발 및 귀국 조건
대부분의 여행자 보험은 상품에 따라 집에서 출발하기 전 또는 첫 출발 지점(예: 공항)에서 구매해야 한다. 소수의 브랜드는 이미 해외에 있고 여행자 보험 구매를 잊었거나 보험이 만료된 여행자를 위해 여행자 보험을 제공한다. 대부분의 보험은 거주 국가에서 여행을 시작하고 마쳐야 한다. 그러나 일부 보험은 다른 국가로 영구적으로 이주하는 사람들을 위한 편도 여행 보험을 제공하기도 한다.

### 무료 여행자 보험
일부 신용카드 발급사는 여행 비용을 신용카드로 결제하면 자동 여행자 보험을 제공하지만, 이러한 보험은 일반적이며 개인의 요구사항과 상황을 고려하지 않는다. 이 보장에는 여행 취소, 수하물 분실, 긴급 의료 지원과 같은 혜택이 포함될 수 있어 여행자에게 추가 비용 없이 보호를 더해준다. 그러나 이러한 보험은 종종 일반적이므로 개별 여행 요구사항이나 특정 상황에 맞춤화되지 않을 수 있다.

## 일반적인 혜택

### 의료
해외에서 경미한 부상이나 질병이 발생할 경우, 의료 혜택은 일반 의사 방문, 약품, 구급차 비용, 그리고 제한적인 치과 혜택을 보장한다. 입원 시, 대부분의 여행자 보험은 긴급 지원 서비스를 포함하며, 이는 병원에 치료비 지불 보증을 제공하고, 담당 의사와 연락하며, 병원 간 이송 또는 피보험자의 본국으로의 의료 이송을 조직할 수 있다. 더 포괄적인 보험은 응급 동반자 보장을 포함하여, 가족 구성원이 피보험자가 입원하는 동안 함께 머물 수 있도록 한다.
해외에서 사망할 경우, 의료 혜택 부분은 일반적으로 유해를 피보험자의 본국으로 송환하는 비용 또는 해외 장례식 비용을 포함한다.

### 취소
종합 여행자 보험은 예상치 못한 다양한 상황으로 인한 피보험자 여행 취소와 관련된 취소 수수료 또는 보증금 손실을 보장한다. 여기에는 질병 또는 부상, 자연재해 및 악천후, 파업 및 폭동, 항공기 납치, 그리고 가족 비상사태가 포함된다. 보험에 따라 배심원 서비스, 정규직 일시 해고, 군인 또는 응급 서비스 종사자의 연차 휴가 취소, 그리고 정부의 특정 목적지 여행 금지 또는 권고로 인한 취소도 포함될 수 있다.

### 대체 교통 및 여행 경비
많은 보험은 교통 제공업체가 특정 기간 동안 지연될 경우 대체 교통, 숙박 및 식비에 대한 혜택을 포함하며, 레이오버 시간이 보험의 기준을 충족해야 한다. 항공사에 의해 수하물이 지연될 경우 의류 및 세면도구와 같은 필수품 구매 혜택도 포함될 수 있다.

### 수하물
수하물 혜택은 여행 중 여권 및 기타 여행 서류를 포함한 개인 물품의 분실, 손상 또는 도난에 대해 보장한다. 현금 도난에 대한 제한적인 혜택도 포함될 수 있다.

### 대중 책임
이는 신체 상해 또는 타인의 재산 손해에 대한 피보험자에 대한 청구로 인한 법적 책임을 보장한다.

## 선택적 혜택
기본 보험 외에도 많은 보험사는 선언된 기존 질병 (예: 천식, 당뇨병, 암 등), 고위험 스포츠 및 활동 (예: 스키, 고산 트레킹, 스쿠버 다이빙 등), 렌터카 손상, 및 크루즈에 대한 보장을 제공한다.

## 일반적인 제외 사항
보험 회사는 새로운 보험에 대해 지속적으로 알려진 사건에 대한 보장을 종종 제외하며, 현재 활동 중인 화산의 화산 활동과 같은 특정 사건에 대한 장기적인 제외를 발표할 수 있다. 여행자 보험은 위험 기반 상품이므로, 많은 보험은 팬데믹 및 풍토병, 전쟁 행위, 테러 등 광범위하고 제대로 수량화되지 않은 위험을 초래할 수 있는 사건을 제외한다. 일부 보험은 더 큰 위험이 예상되는 특정 국가 또는 국가의 일부로의 여행을 제외한다. 이러한 결정은 종종 미국 국무부 또는 호주 외교통상부와 같은 기관의 공식 정부 여행 권고를 기반으로 이루어진다.
여행자 보험의 다른 일반적인 제외 사항은 다음과 같다.
- 미신고된 기존 질병
- 무면허 오토바이 운행[20]
- 치료를 목적으로 하는 여행
- 선택 수술 또는 치료[21]
- 부주의한 운전, 음주, 기분전환용 약물 사용 등 무모한 활동으로 인한 부상 또는 질병
- 소지품을 방치하는 행위
- 고위험 스포츠 및 활동 참여 (예: 스쿠버 다이빙, 익스트림 스포츠)
- 정부 권고 및 권장 사항에 반하는 여행

## 필수 여행자 보험
일부 국가는 비자 발급 또는 무비자 입국 승인 조건으로 외국인 방문객에게 충분한 여행자 보험 증빙을 요구한다. 여기에는 솅겐 지역 또는 UAE 비자를 신청하는 여행자와 쿠바, 튀르키예, 벨라루스의 모든 방문객이 포함된다. 태국과 이집트는 유사한 요구 사항을 도입할 계획을 발표했다. 여행사 및 크루즈 제공업체도 여행자가 여행을 시작하기 전에 최소 수준의 여행자 보험을 소지하도록 요구할 수 있다.

## 같이 보기
- 방문자 건강 보험